# Émile Küss
Pour les articles homonymes, voir Kuss.
Émile Küss (ou Kuss), né le 1er février 1815 à Strasbourg, mort à Bordeaux le 1er mars 1871, est un professeur de médecine, un journaliste et un homme politique alsacien. Il fut maire de Strasbourg pendant quelques mois, du 11 septembre 1870 jusqu'à sa mort spectaculaire le jour où les députés de l'Assemblée nationale décidèrent de céder l'Alsace et la Lorraine à l'Allemagne.

## Biographie
Issu d'une famille alsacienne, fils de Jean-Georges Kuss, passementier et ancien officier installé à Strasbourg, et de Sophie Widemann, Émile Kuss fait ses études secondaires au gymnase Jean-Sturm de Strasbourg et obtient son diplôme de bachelier ès-lettres à l'âge de 18 ans. Il étudie la médecine dans sa ville natale sous la direction de Jean Lobstein et Thomas Lauth. Il se rend à Paris en 1835, où il prend part au concours de préparateur au musée de la faculté de médecine. Il revient à Strasbourg en 1836 pour conduire des recherches sous la direction de son maître Thomas Lauth qui l'initie aux recherches microscopiques et à la physiologie. Reçu docteur en médecine en 1841, il devient chef des travaux anatomiques en 1843, puis agrégé en chirurgie l'année suivante. Il obtient la chaire de physiologie de l'université de Strasbourg en 1846 à la suite de Lauth, avec un mémoire de thèse intitulé Appréciation générale de la physiologie depuis Bichat, qui lui valut le titre de «précurseur de la théorie cellulaire». Malgré des publications peu nombreuses, son enseignement jouit d'une grande audience et attire de nombreux élèves ; ses cours sont retranscrits, réédités plusieurs fois, et traduits en anglais (États-Unis) et en espagnol. Il est également à la tête de la clinique de dermatologie et de syphilis de Strasbourg après 1846. Il dirige la thèse de médecine d'Alphonse Laveran en 1867.
Le 5 avril 1842, il devient membre de la Société des amis du muséum d'histoire naturelle de Strasbourg.
La Révolution de 1848 arrête l'élan scientifique d'Émile Küss. Gérant responsable du journal Le Démocrate du Rhin (hebdomadaire en langue allemande) en 1849, il est, avec neuf autres prévenus, poursuivi pour attentat ou complot « ayant pour but de changer ou de détruire le gouvernement de la République, soit d'exciter la guerre civile en portant les citoyens à s'armer les uns contre les autres ». Il est détenu dans la cellule où séjourna Louis Napoléon treize ans auparavant. Il lui est reproché d'avoir publié le 15 juin 1849 un article débutant par les mots : « La patrie est en danger ! », et le 16 juin 1849, un article comportant les harangues suivantes : «Le peuple seul est souverain [...] Rallions-nous donc tous aux cris de Vive la Constitution! Vive la République !». Défendu par Jules Favre, il est acquitté au procès de Metz (17 au 22 octobre 1849). Il fonde, en 1851, le journal La République populaire du Bas-Rhin.
Ses opinions républicaines marquées, jointes à son statut de savant et à son patriotisme, lui permirent de bénéficier, lors du déclenchement de la guerre de 1870, d'une forte popularité auprès de ses concitoyens.
Depuis le 12 août 1870, Strasbourg était investie par l'armée du général prussien August von Werder. Ce n'est que le 11 septembre 1870 que les Strasbourgeois apprirent l'instauration de la IIIe République, proclamée à Paris le 4 septembre. Le même jour, Émile Kuss est nommé maire de la ville par la Commission Municipale.
Il fait preuve d'une extraordinaire énergie pour défendre la ville jusqu'au dernier moment, et la capitulation du 27 septembre 1870 fut pour lui une épreuve très douloureuse à vivre. Malgré cela, dans les semaines qui suivent, il met toute son énergie à négocier et à modérer les exigences de l'occupant et à réorganiser la ville endommagée par les bombardements. Lors des élections du 8 février 1871, il est élu représentant du Bas-Rhin à l'Assemblée nationale avec 98 090 voix sur 101 741 votants, soit plus de 96 % des suffrages exprimés.
Malgré sa santé précaire, il se rend à Bordeaux pour faire entendre les protestations de l'Alsace,, mais ne put y siéger. Lorsqu'il apprend, le 1er mars 1871 à minuit, que ses collègues de l'Assemblée nationale siégeant au Grand Théâtre de Bordeaux avaient décidé d'abandonner l'Alsace et la Lorraine, il est victime d'une défaillance cardiaque à laquelle il succombe.
Ses obsèques (aux frais de l'État), qui ont eu lieu le 3 mars 1871 à Bordeaux, rassemblent une foule immense, comprenant tous les députés de l'Alsace et de la Lorraine. Elles sont l'occasion pour Léon Gambetta de prononcer les paroles suivantes :

« La force nous sépare, mais pour un temps seulement de l'Alsace, berceau traditionnel du patriotisme français. Nos frères de ces contrées malheureuses ont fait dignement leur devoir, et, du moins ils l'ont fait jusqu'au bout. Eh bien qu'ils se consolent en pensant que la France désormais ne saurait avoir d'autre politique que leur délivrance. »

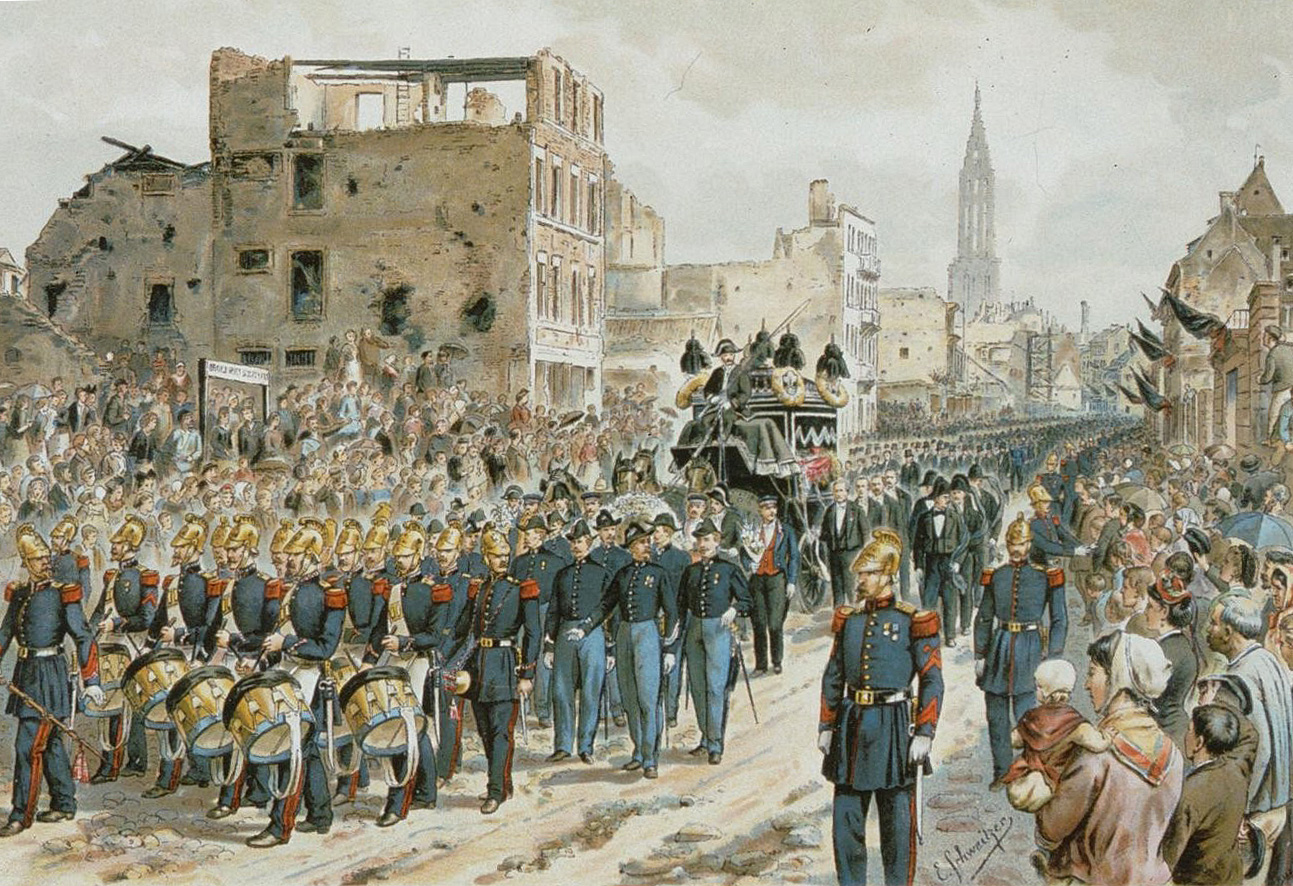
Funérailles à Strasbourg
(Émile Schweitzer, 1897).

Les funérailles solennelles ont lieu à Strasbourg le 8 mars 1871. Il est inhumé au cimetière Sainte-Hélène de Strasbourg.

## Hommages
Une rue du 13e arrondissement de Paris porte son nom : rue Küss ainsi qu'une école primaire située dans celle-ci. La rue faisant face à la gare de Strasbourg a reçu le nom de « Rue du Maire Kuss » ; le « pont du Maire Küss » construit en 1896, enjambant le canal du faux-rempart, lui fait suite. Un pavillon de gériatrie de l'Hôpital de la Robertsau du CHU de Strasbourg porte son nom.

## Œuvres et publications
- Questions sur diverses branches des sciences médicales , [s.n.], Strasbourg , 31 août 1841.
- De l'emploi du caustique en chirurgie, [s.n.], Strasbourg, 1844.
- De la vascularite et de l'inflammation, Treuttel et Würtz (Strasbourg), 1846, 56 p.
- Appréciation générale des progrès de la physiologie depuis Bichat, [Thèse présentée et soutenue devant le jury. Concours pour la chaire de physiologie ouvert à la Faculté de Médecine de Strasbourg], Impr. L.F. Le Roux, 1846, 57 p.
- Cours de physiologie professé à la Faculté de Médecine de Strasbourg, par É. Küss, rédigé par le Docteur Mathias Duval, J.-B. Baillière et fils (Paris), 1872 (plusieurs éd. ultérieures), XXXV-575 p. (avec une Notice sur le Professeur Küss).
- Cours de physiologie, d'après l'enseignement du professeur Küss, publié par le Dr Mathias Duval, 2e édition, complétée par l'exposé des travaux les plus récents, Baillière (Paris), 1873, lire en ligne sur Gallica; Traduction en anglais par Robert Amaury, Campbell, Boston, 1876 : A course of Lectures in Physiology as delivered by Professor Küss, Texte intégral ; traduction en espagnol par Jaime Mitjavila y Ribas : Curso de Fisiología según la enseñanza del Profesor Küss. Con prologo de Ramón Coll y Pujol, Imp. Lázaro Maroto, Madrid, 1876, 585 p.
- Cours de physiologie, d'après l'enseignement du professeur Küss, publié par le Dr Mathias Duval, 3e édition, complétée par l'exposé des travaux les plus récents, Baillière (Paris), 1876,lire en ligne sur Gallica
- La formule de concorde dans ses rapports avec le Nouveau Testament, Thèse présentée à la Faculté de théologie protestante de Strasbourg, Silbermann (Strasbourg), 1859 Texte intégral

## Pour approfondir